# Ethan Ampadu
Ethan Kwame Colm Raymond Ampadu (Exeter, Inglaterra, Reino Unido, 14 de septiembre de 2000) es un futbolista británico que juega como defensa o centrocampista en el Leeds United F. C. de la Premier League de Inglaterra.

## Estadísticas

### Clubes
Actualizado al último partido disputado el 3 de mayo de 2025.
| Club                              | Div.          | Temporada     | Liga  | Liga  | Copas nacionales | Copas nacionales | Copas internacionales | Copas internacionales | Total | Total |
| Club                              | Div.          | Temporada     | Part. | Goles | Part.            | Goles            | Part.                 | Goles                 | Part. | Goles |
| --------------------------------- | ------------- | ------------- | ----- | ----- | ---------------- | ---------------- | --------------------- | --------------------- | ----- | ----- |
| Exeter City F. C. Inglaterra      | 4.ª           | 2016-17       | 8     | 0     | 5                | 0                | —                     | —                     | 13    | 0     |
| Exeter City F. C. Inglaterra      | Total club    | Total club    | 8     | 0     | 5                | 0                | 0                     | 0                     | 13    | 0     |
| Chelsea F. C. Inglaterra          | 1.ª           | 2017-18       | 1     | 0     | 6                | 0                | 0                     | 0                     | 7     | 0     |
| Chelsea F. C. Inglaterra          | 1.ª           | 2018-19       | 0     | 0     | 2                | 0                | 3                     | 0                     | 5     | 0     |
| Chelsea F. C. Inglaterra          | Total club    | Total club    | 1     | 0     | 8                | 0                | 3                     | 0                     | 12    | 0     |
| R. B. Leipzig · Alemania          | 1.ª           | 2019-20       | 3     | 0     | 1                | 0                | 3                     | 0                     | 7     | 0     |
| R. B. Leipzig · Alemania          | Total club    | Total club    | 3     | 0     | 1                | 0                | 3                     | 0                     | 7     | 0     |
| Sheffield United F. C. Inglaterra | 1.ª           | 2020-21       | 25    | 0     | 4                | 0                | —                     | —                     | 29    | 0     |
| Sheffield United F. C. Inglaterra | Total club    | Total club    | 25    | 0     | 4                | 0                | 0                     | 0                     | 29    | 0     |
| Venezia F. C. · Italia            | 1.ª           | 2021-22       | 29    | 0     | 1                | 0                | —                     | —                     | 30    | 0     |
| Venezia F. C. · Italia            | Total club    | Total club    | 29    | 0     | 1                | 0                | 0                     | 0                     | 30    | 0     |
| Spezia Calcio · Italia            | 1.ª           | 2022-23       | 32    | 1     | 2                | 0                | —                     | —                     | 34    | 1     |
| Spezia Calcio · Italia            | Total club    | Total club    | 32    | 1     | 2                | 0                | 0                     | 0                     | 34    | 1     |
| Leeds United F. C. Inglaterra     | 2.ª           | 2023-24       | 49    | 0     | 5                | 2                | ―                     | ―                     | 54    | 2     |
| Leeds United F. C. Inglaterra     | 2.ª           | 2024-25       | 29    | 0     | 3                | 0                | ―                     | ―                     | 32    | 0     |
| Leeds United F. C. Inglaterra     | Total club    | Total club    | 78    | 0     | 8                | 2                | 0                     | 0                     | 86    | 2     |
| Total carrera                     | Total carrera | Total carrera | 176   | 1     | 29               | 2                | 6                     | 0                     | 211   | 3     |

## Palmarés

### Torneos nacionales
| Título           | Club               | País       | Año  |
| ---------------- | ------------------ | ---------- | ---- |
| EFL Championship | Leeds United F. C. | Inglaterra | 2025 |

### Torneos internacionales
| Título                 | Club          | Sede | Año  |
| ---------------------- | ------------- | ---- | ---- |
| Liga Europa de la UEFA | Chelsea F. C. | Bakú | 2019 |